# 长老会鼓楼西堂
长老会鼓楼西堂是中国北京历史上的一座重要教堂，位于西城区的鼓楼西大街，由美北长老会于1876年所创建。
1876年，美北长老会进入北京十余年后，传教士惠志道在鸦儿胡同建立第一座教堂。1900年6月13日，鸦儿胡同教堂与北京城内其他10余座教堂在同一天被义和团烧毁。1903年，长老会在附近购买鼓楼西大街路南一处大院，东到大石碑胡同，南到鸦儿胡同，兴建占地广阔的花园、教堂和传教士住宅。
先后负责鼓楼西堂的牧师包括芳泰瑞、谷德恩、王镜清、赫约翰、邵凤元等。鼓楼西堂在新街口设有分堂，1925年成立新街口堂。1927年，鼓楼西堂加入中华基督教会。
1958年北京教会各宗派举行联合礼拜，鼓楼西堂关闭。